# Barbablù (film 1941)
Barbablù è un film del 1941 diretto da Carlo Ludovico Bragaglia.
Il soggetto è basato su un romanzo di Luisa-María Linares: En poder de Barba Azul (1939).

## Trama
Il conte Juan de Sezka detto anche "Barbablù" per il colore della barba, è costretto ad ospitare nel suo palazzo una ragazza ricca e viziata promessa sposa fuggita dalla cerimonia di nozze.
Nonostante le buone intenzioni della fanciulla, il conte non ne vuol sapere di instaurare un rapporto che vada oltre la semplice amicizia fra i due; ma a poco a poco i due scopriranno che hanno molto in comune e che condividono la stessa anima.

## Accoglienza

### Critica
Giuseppe Isani su Cinema del 25 dicembre 1941 " La storia della ragazza milionaria che vuole uscire una buona volta dal mondo ferreo  e noioso che la circonda e l'incontro fatale con l'uomo del cuore che naturalmente è, come principio, nemico giurato del bel sesso, la conoscete ormai da anni. Tuttavia, le vesti che Bragaglia ha dato agli eterni personaggi, hanno in questo lavoro una freschezza nuova e una vivacità in certi punti straordinaria. Lilia Silvi, dispettosa e piacevole, mette in mostra tutte le insidiose armi di cui una donna è fornita, per conquistare la più agguerrita roccaforte e lo fa con garbo e piacevolezza"